# Górzenko
Górzenko – wieś w Polsce położona w województwie wielkopolskim, w powiecie ostrowskim, w gminie Ostrów Wielkopolski, ok. 10 km na północ od Ostrowa. 
Miejscowość przynależała administracyjnie przed rokiem 1934 do powiatu jarocińskiego, w latach 1975-1998 do województwa kaliskiego, a w latach 1934–1975 i od 1999 do powiatu ostrowskiego.
Wieś w roku 2011 liczyła 183 mieszkańców.